# Dean Pleasants

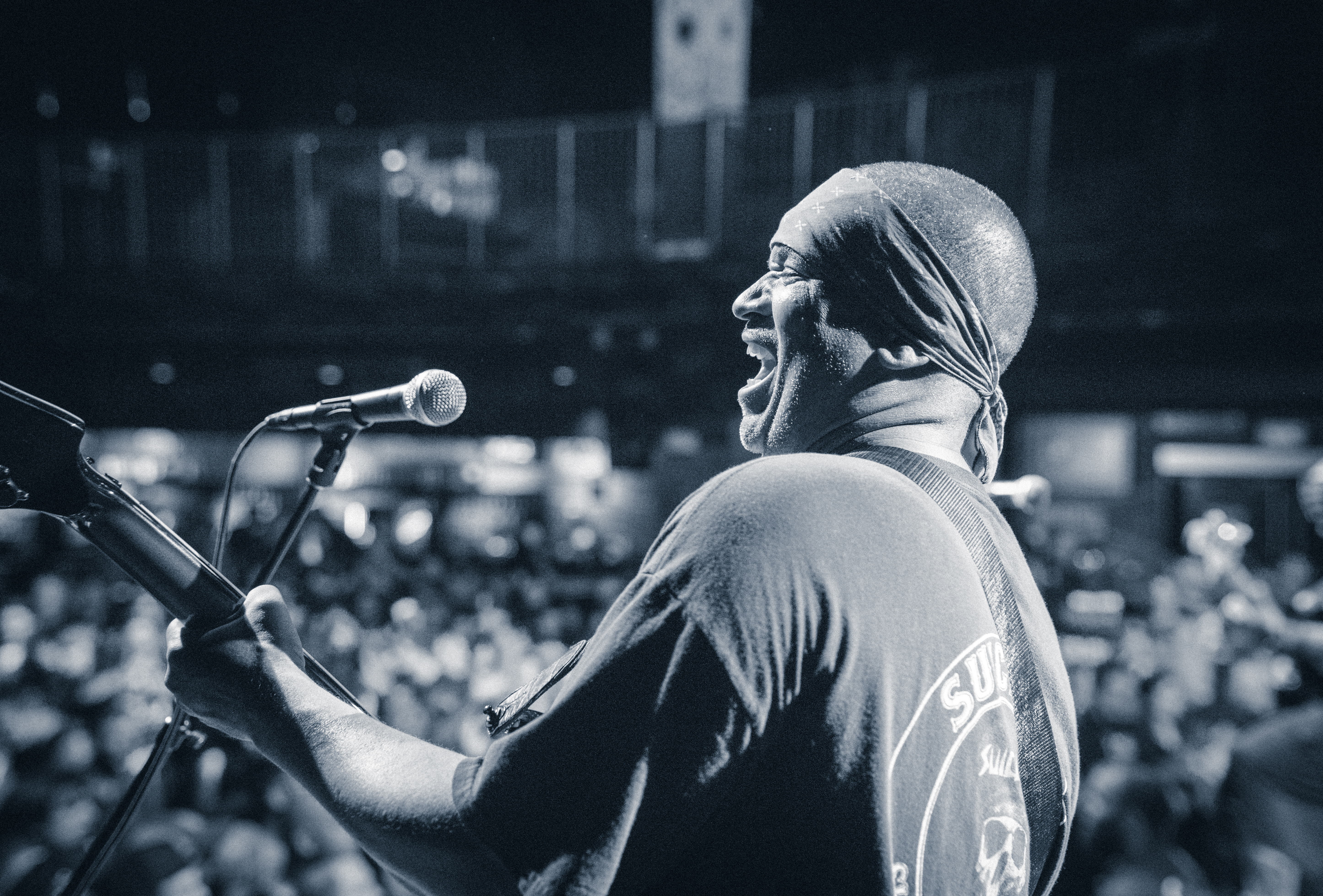
Dean Pleasants, 2018

Dean Pleasants (* 18. Mai 1965) ist ein US-amerikanischer Gitarrist. Er ist Leadgitarrist der Hardcore/Crossover-Band Suicidal Tendencies. Zudem spielt er bei Infectious Grooves und war für Ugly Kid Joe aktiv.

## Werdegang
Bereits 1991 ist Pleasants auf The Plague That Makes Your Booty Move von Infectious Grooves zu hören sowie auch auf den nachfolgenden Alben. 1992 spielte Pleasants als Gastmusiker auf dem Album America’s Least Wanted von Ugly Kid Joe. 1997 wurde er Gitarrist von Suicidal Tendencies, nachdem Rocky George bei der sich wiedervereinigenden Band nicht mehr dabei war. Auch bei Mike Muirs Soloprojekt Cyco Miko spielte er die Gitarre.
Zudem spielte er auf Veröffentlichungen von Rebbie Jackson, Juliet Roberts und Jody Watley.